# Diagramme d'Amagat
Pour les articles homonymes, voir Amagat.
Le diagramme d'Amagat est un diagramme thermodynamique représentant, pour un fluide donné et à température constante, la variation du produit de la pression par le volume en fonction de la pression appliquée à ce fluide. Il peut également représenter l'évolution du facteur de compressibilité en fonction de la pression.
Ce diagramme porte le nom du physicien français Émile Amagat (1841-1915) qui travailla notamment sur les gaz à haute pression.
Le diagramme d'Amagat est utile pour représenter graphiquement l'écart de comportement d'un gaz réel par rapport à un gaz parfait. 

## Construction du diagramme d'Amagat

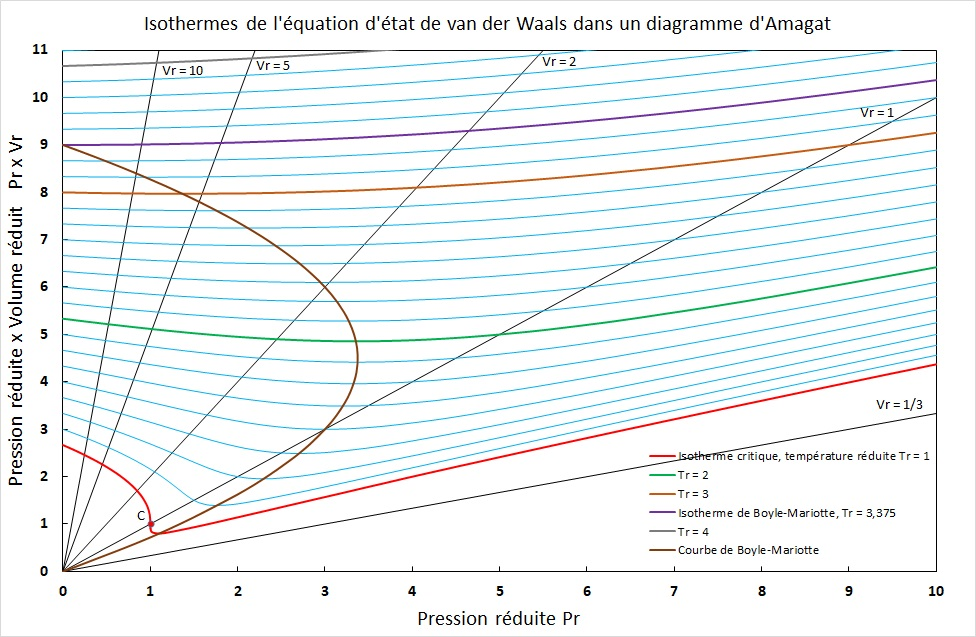
Figure 1 - Isothermes de l'équation d'état de van der Waals dans un diagramme d'Amagat.
En marron : courbe de Boyle-Mariotte ; en violet : isotherme de Boyle-Mariotte ; en rouge : isotherme critique.
La pression réduite est le rapport de la pression à la pression critique.

Pour un gaz parfait, en vertu de la loi des gaz parfaits :
{\displaystyle PV=nRT}
avec :
- {\displaystyle P} la pression ;
- {\displaystyle V} le volume ;
- {\displaystyle n} la quantité de matière ;
- {\displaystyle R} la constante universelle des gaz parfaits ;
- {\displaystyle T} la température absolue.

Ainsi, à température {\displaystyle T} et quantité de matière {\displaystyle n} constantes :
{\displaystyle PV={\text{constante}}}
Cette loi des gaz parfaits est appelée loi de Boyle-Mariotte. Si l'on trace dans un diagramme, à température {\displaystyle T} et quantité de matière {\displaystyle n} constantes, le produit {\displaystyle PV} en fonction de {\displaystyle P} on obtient une droite horizontale pour un gaz parfait. Plus la température est élevée, plus la droite est haute dans le diagramme. En faisant varier la température, on obtient un faisceau de droites parallèles. Ces courbes sont appelées isothermes.
Il n'en va pas de même pour les gaz réels, pour lesquels le produit {\displaystyle PV}, à température {\displaystyle T} et quantité de matière {\displaystyle n} constantes, varie en fonction de la pression. La figure 1 représente le diagramme d'Amagat d'un gaz répondant à l'équation d'état de van der Waals : cette équation d'état représente qualitativement le phénomène physique réel.
Les isothermes d'un gaz réel dans un diagramme d'Amagat décroissent avec une pression croissante aux basses pressions, puis croissent avec la pression aux hautes pressions. Le point auquel la tangente à l'isotherme est horizontale, soit {\displaystyle \left({\partial PV \over \partial P}\right)_{T,n}=0}, et auquel la pente de l'isotherme s'inverse, est appelé point de Boyle-Mariotte de l'isotherme. Le lieu géométrique des points de Boyle-Mariotte, qui sont les minimums des isothermes, est appelé courbe de Boyle-Mariotte. Il existe une température appelée température de Boyle-Mariotte au-delà de laquelle les isothermes sont croissantes monotones, l'isotherme correspondante est appelée isotherme de Boyle-Mariotte.
Le diagramme d'Amagat est donc défini par :
Le diagramme d'Amagat peut également représenter l'évolution du produit de la pression par le volume molaire {\displaystyle {\bar {V}}=V/n}, plutôt que par le volume.
Les coordonnées ({\displaystyle PV}, {\displaystyle P}) sont appelées coordonnées d'Amagat.

## Diagramme d'Amagat normé

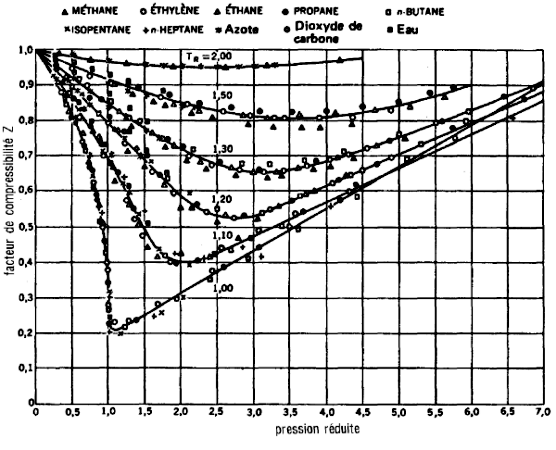
Figure 2 - Isothermes expérimentales de diverses espèces chimiques dans un diagramme d'Amagat normé. Le facteur de compressibilité est ici tracé en fonction de la pression réduite des diverses espèces chimiques, c'est-à-dire la pression rapportée à leur pression critique.

Puisque les courbes dans un diagramme d'Amagat sont tracées à température constante, on peut normer ces courbes et tracer le facteur de compressibilité {\displaystyle Z} en fonction de la pression. Par définition :
{\displaystyle Z={PV \over nRT}}
Le diagramme d'Amagat normé, ou diagramme de compressibilité, est donc défini par :
Pour un gaz parfait {\displaystyle Z=1}. Si l'on trace {\displaystyle Z} en fonction de {\displaystyle P} on obtient une unique droite horizontale, la même quelle que soit la température.
Pour un gaz réel il n'en va pas de même. La figure 2 représente le diagramme d'Amagat normé donnant les isothermes expérimentales de quelques gaz courants.
Les isothermes du diagramme d'Amagat normé ont la même allure que les isothermes du diagramme non normé (décroissantes aux basses pressions, croissantes aux hautes pressions, température de Boyle-Mariotte au-delà de laquelle les isothermes sont croissantes monotones). On observe cependant que les isothermes normées convergent toutes, quelle que soit la température, vers le point {\displaystyle Z=1} quand la pression {\displaystyle P} tend vers zéro : le comportement des gaz réels tend vers celui des gaz parfaits aux basses pressions.

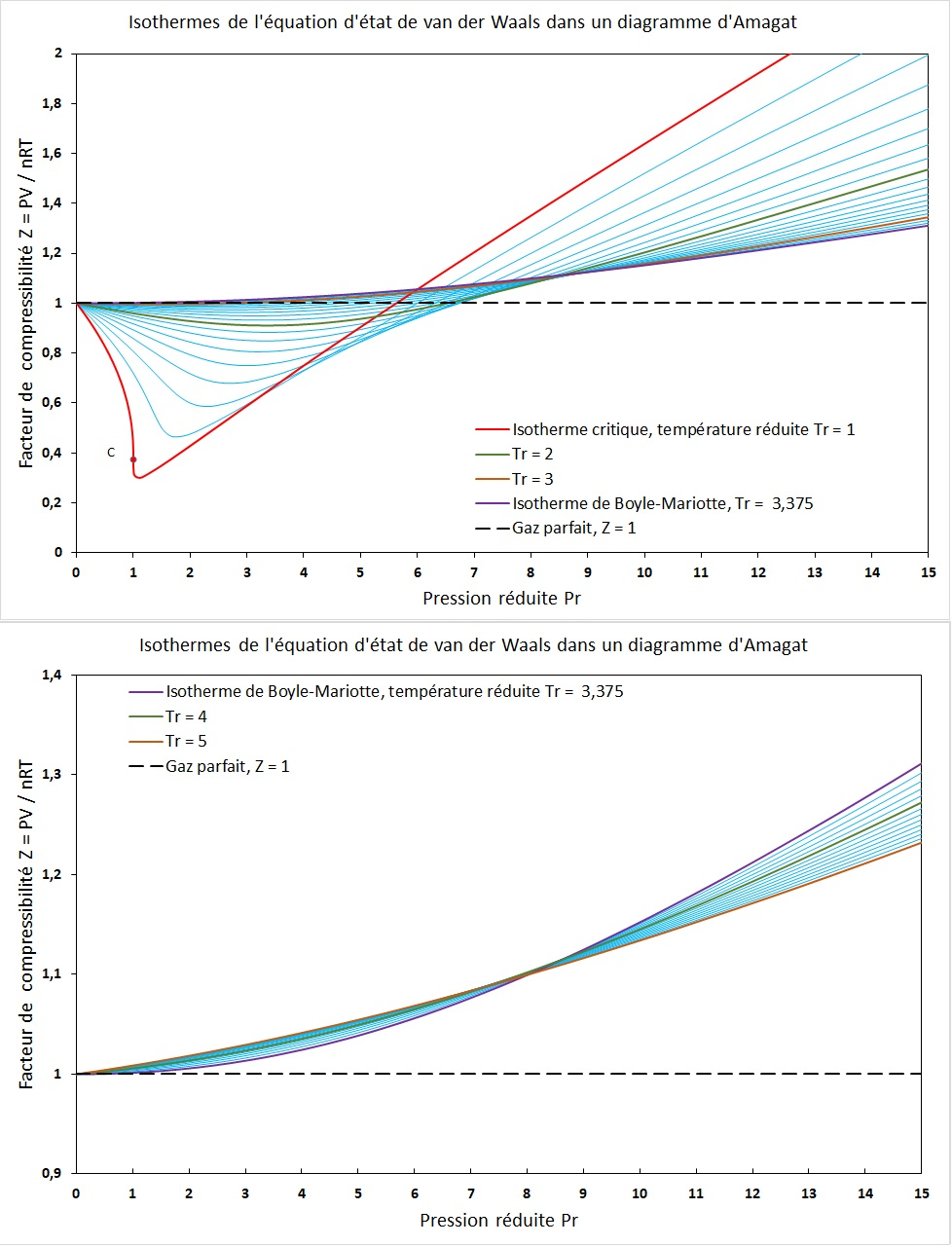
Figure 3 - Isothermes de l'équation d'état de van der Waals dans un diagramme d'Amagat normé. Facteur de compressibilité en fonction de la pression réduite.
En violet : isotherme de Boyle-Mariotte ; en tirets noirs : droite des gaz parfaits ; en rouge : isotherme critique.

La figure 3 représente le diagramme d'Amagat normé d'un gaz répondant à l'équation d'état de van der Waals : cette équation d'état représente qualitativement le comportement des gaz réels. On constate qu'à pression constante, aux basses pressions lorsque la température croît le facteur {\displaystyle Z} augmente, aux hautes pressions {\displaystyle Z} diminue lorsque la température augmente, pour tendre vers 1 : aux hautes températures le comportement des gaz réels tend vers celui des gaz parfaits.

## Implications
Expérimentalement (voir figure 2), il a été constaté que les isothermes des gaz réels sont quasiment identiques dans un diagramme d'Amagat normé si le facteur de compressibilité est tracé en fonction de la pression réduite {\displaystyle P_{\text{r}}} des divers corps, c'est-à-dire en fonction du quotient de la pression {\displaystyle P} par la pression critique {\displaystyle P_{\text{c}}} du corps, soit {\displaystyle P_{\text{r}}=P/P_{\text{c}}}. Il existerait donc une loi générale décrivant le comportement des gaz réels, cette loi est appelée Loi des états correspondants. L'équation d'état de van der Waals est la première équation d'état visant à exprimer cette loi.